# Die Rückkehr (Roman)
Die Rückkehr, englischer Originaltitel The Return of the Soldier, ist der erste Roman der Schriftstellerin und Journalistin Rebecca West. Der Roman erzählt von dem wohlhabenden britischen Hauptmann Chris Baldry, der noch während des Ersten Weltkriegs traumatisiert von der Front zurückkehrt. Die Ereignisse werden ausschließlich aus der Sicht von Baldrys Cousine Jenny erzählt.
Die Rückkehr wurde erstmals 1918 veröffentlicht und ist der einzige zeitgenössische Roman einer Frau über den Ersten Weltkrieg und die dadurch ausgelösten traumatischen Folgen für Soldaten. 

## Inhalt
Schauplatz der Romanhandlung ist ein Landgut im Süden Londons während des Ersten Weltkriegs. Chris Baldry ist im Einsatz an der französischen Front; seine Ehefrau Kitty und seine Cousine Jenny Baldry verwalten während seiner Abwesenheit das Haus. Auf dem Landgut sind die beiden Frauen abgeschirmt von den Schrecken des Ersten Weltkrieges, trauern aber um den erstgeborenen, verstorbenen Sohn Kittys.
Bald bekommen die beiden Frauen überraschend Besuch von Margret, einer Frau aus ärmlichen Verhältnissen. Sie überbringt ihnen die Nachricht, dass Chris Baldry versehrt von der Front zurückgekehrt ist: Er leide unter einem sogenannten „Granatenschock“ (en: Shell Shock), der ihn glauben lässt, wieder zwanzig Jahre alt zu sein. Er habe ihr die Nachricht seiner Rückkehr überbracht, da er mit Margret Jahre vor vielen Jahren ein Liebesverhältnis hatte. 
Als Kitty und Jenny Chris aus dem Krankenhaus zurück auf das Gut holen, ist ihm sein einstiges Zuhause fremd und er erkennt weder seine Frau noch seine Cousine wieder. Dafür hat er große Sehnsucht nach Margret. In der Hoffnung, dass Chris in die Gegenwart zurückfindet, wenn er die nun 15 Jahre älter gewordene Frau wiedersieht, arrangiert Jenny eine Begegnung von Margret und Chris auf dem Landgut. Die Liebe zwischen den beiden flammt wieder auf. Kitty und Jenny sind tief getroffen. Schließlich versuchen die beiden gemeinsam mit Margret und dem Psychoanalytiker Dr. Anderson, Chris zurück ins Jetzt zu holen. Obwohl Margret weiß, dass sie Chris dadurch verlieren wird, schlägt sie vor, ihn mit dem Tod seines Sohnes zu konfrontieren.

## Publikationsgeschichte
Rebecca West war 24 Jahre alt, als ihr Debüt The Return of the Soldier 1918 zuerst in Amerika als zweiteiliger Fortsetzungsroman in der Zeitschrift The Century Illustrated Monthly Magazine erschien.
The Century Company veröffentlichte die Erzählung im März 1918 als überarbeitete Fassung in einem Roman.
In England wurde der Roman im Mai 1918 nochmals überarbeitet bei Nisbet & Co. (London) publiziert; auf diese Fassung stützt sich die deutsche Erstausgabe.

## Filmadaptionen
Der Roman wurde 1982 von Regisseur Alan Bridges als Film adaptiert und mit den Schauspielern Alan Bates, Julie Christie, Ian Holm, Glenda Jackson und Ann-Margeret besetzt. Deutscher Titel ist Schatten der Vergangenheit, im Original trägt er den Titel des Romans: The Return of the Soldier.

## Ausgaben
- The Return of the Soldier. In: The Century Illustrated Monthly Magazine (No. 4 und 5). New York Februar/März 1918.
- The Return of the Soldier. Century Company, New York März 1918.
- The Return of the Soldier. Nisbet & Co., London Mai 1918 (englische Erstausgabe).
- Die Rückkehr. dtv, München 2016, ISBN 978-3-423-28080-8 (deutsche Erstausgabe).